# Microglanis nigripinnis
Microglanis nigripinnis es una especie de peces de la familia Pseudopimelodidae en el orden de los Siluriformes.

## Morfología
• Los machos pueden llegar alcanzar los 4 cm de longitud total.

## Hábitat
Es un pez de agua dulce y de clima tropical.

## Distribución geográfica
Se encuentran en Sudamérica:  cuenca del río macacus en  Río de Janeiro (Brasil ).